# Danielopolina phalanx
Danielopolina phalanx är en kräftdjursart som beskrevs av Louis S. Kornicker och Thomas M. Iliffe 1995. Danielopolina phalanx ingår i släktet Danielopolina och familjen Thaumatocyprididae. Inga underarter finns listade i Catalogue of Life.